# جوناثان ألونسو
جوناثان ألونسو (بالإسبانية: Jonathan Alonso)‏ (مواليد 6 سبتمبر 1990) هو ملاكم إسباني، مثّل بلاده في الألعاب الأولمبية الصيفية 2012.

## روابط خارجية
جوناثان ألونسو على موقع بوكس ريك (الإنجليزية) (registration required)
- جوناثان ألونسو على موقع أوليمبيديا (الإنجليزية)